# Creators Syndicate
Creators Syndicate é um distribuidor independente de tiras de jornal. Foi fundado em 1987 por Richard S. Newcombe e é localizado em Los Angeles, Califórnia.